# Dinàmica (música)

Els símbols de les intensitats sonores: piano, mezzo-piano, mezzo-forte, i forte.

En música, la dinàmica es refereix a les gradacions de la intensitat del so musical. Hi ha almenys vuit indicacions de dinàmica (gradacions de la intensitat de la música), començant des d'un so molt fluix o intens, fins a un so molt fort.
No obstant això, l'execució dels matisos són totalment subjectius i, per tant, depenen en bona part de la condició emocional del músic i de l'estil o període històric corresponent a l'obra, a més de la forma de consideració personal davant aquesta dinàmica. No hi ha cap forma racional de mesurar la dinàmica del so.
Per diferenciar el grau d'intensitat sonora es fan servir símbols (p, mp, f, etc.), els quals són col·locats sota el pentagrama de forma abreujada (amb lletra cursiva i negreta), i precisament sota la nota on comença aquesta dinàmica.

## Canvis graduals
Hi ha paraules que s'utilitzen per indicar els canvis graduals en el volum. Les dues més comuns són crescendo, de vegades abreujat com cresc, que significa "arribar gradualment a més fort", diminuendo vegades abreujat com a dim i decresc respectivament, que significa "arribar a poc a poc a més suau". Hi ha també uns signes anomenats "reguladors", que s'utilitzen per a representar aquestes paraules (vegeu imatge). Si les línies s'uneixen a l'esquerra, la indicació és arribar a més fort; en canvi si s'uneixen a la dreta significa arribar a més suau. La següent notació indica la música a partir moderadament fort, a continuació, a poc a poc cada vegada més forta i a poc a poc més tranquil.

## Abreviatures
- pp (pianissimo): molt suau.
- p (piano): suau.
- mp (mezzo piano): mig piano. Menys suau
- mf (mezzo forte): mig fort.
- f (forte): fort.
- ff (fortissimo): molt fort.